# ایردز، نیو ساوت ولز
ایردز (به انگلیسی: Airds) یک حومه شهر در استرالیا است که در نیو ساوت ولز واقع شده‌است.